# Gabriel Peluffo
 Gabriel Peluffo (Montevideo, 23 de octubre de 1965) es un médico, profesor, músico y cantante uruguayo, conocido por formar parte de la banda de rock uruguaya Los Estómagos y en la actualidad de la banda Buitres Después de la Una, más conocida como Buitres. 

## Biografía
Su abuelo y sus padres eran médicos pediatras, y él siguió sus pasos en la Facultad de Medicina de la Universidad de la República. Tiene un hermano cuatro años menor también músico y cantante, Guillermo Peluffo, quien a diferencia de Gabriel, presenta una actitud más punk y más agresiva en la banda Trotsky Vengarán, de la cual es vocalista.
En 1989 se disuelve la banda uruguaya Los Estómagos y enseguida aparece Buitres, que mantenía a los músicos originales Gabriel Peluffo en voz, Gustavo Parodi en guitarra y Marcelo Lasso en batería, a los que se sumaría José "Pepe" Rambao en bajo. La banda ha recorrido todo el Uruguay en varias oportunidades y, a lo largo de su trayectoria, es considerada como una de las más importantes e icónicas del rock uruguayo. 
Fue vicepresidente de la Sociedad Uruguaya de Pediatría. Fue subdirector del área de pediatría del Hospital Pereira Rossell.
En enero de 2024 renuncia a su cargo de funcionario en la Dirección de Inmunizaciones del Ministerio de Salud Pública.

## Vida privada
Está divorciado y es padre de dos hijos: Catalina Peluffo y Juan Peluffo.